# Arhiiatros
Arhiiatrosul era medicul personal al domnitorului, în epoca fanarioților; era în același timp medic al domnitorului și însărcinat cu supravegherea serviciilor sanitare și a farmaciilor. (Gáldi 153). Sec. XVIII.